# خیابان ۵۲ام (فیلم)
خیابان ۵۲ام (انگلیسی: 52nd Street) فیلمی در ژانر درام به کارگردانی هارولد یانگ است که در سال ۱۹۳۷ منتشر شد. از بازیگران آن می‌توان به ایان هانتر اشاره کرد.